# Fédération européenne de krav-maga
 (octobre 2024).
Si vous disposez d'ouvrages ou d'articles de référence ou si vous connaissez des sites web de qualité traitant du thème abordé ici, merci de compléter l'article en donnant les références utiles à sa vérifiabilité et en les liant à la section « Notes et références ».
La fédération européenne de krav-maga (FEKM-RD pour Fédération européenne de krav-maga de Richard Douieb) a été créée en 1997 par Richard Douieb, pionnier de la discipline et délégué par Imi Lichtenfeld.
En 2019, elle compte plus de vingt mille licenciés dans quinze pays d'Europe et pays affiliés (Canada et Cameroun).

## Histoire
En 1987, Richard Douieb, pionnier du krav-maga ouvre la première école en France et en Europe à la demande d’Imi Lichtenfeld, fondateur du krav-maga. Dix ans plus tard, en 1997, Richard Douieb fonde la fédération européenne de krav-maga pour structurer cette discipline et faire face à une demande de plus en plus grande en France et dans le reste de l'Europe, ainsi que pour assurer une formation de qualité aux enseignants. Le krav-maga sera rapidement adopté par des groupes d’interventions prestigieux tel le GIGN, et, depuis quelques années le RAID.
En janvier 2019, Steve Schmitt est nommé président de la FEKM-RD à la suite du départ de Richard Douieb.